# Łukasz Kwiatkowski
Pour les articles homonymes, voir Kwiatkowski.
Lukasz Kwiatkowski, né le 29 mai 1982 à Grudziądz et mort le 25 novembre 2018, est un coureur cycliste polonais, spécialiste de la piste.

## Biographie
Il est mort d'une leucémie en 2018 à l'âge de 36 ans.

## Palmarès

### Championnats du monde juniors
- 2000
  -  Médaille d'argent de la vitesse

### Coupe du monde
| - 2002 - 3e de la vitesse par équipes à Monterrey - 2003 - 2e de la vitesse par équipes à Moscou - 2004 - 2e de la vitesse par équipes à Sydney - 2004-2005 - 2e de la vitesse à Manchester - 2e de la vitesse par équipes à Manchester | - 2005-2006 - 2e du keirin à Moscou - 2e de la vitesse par équipes à Los Angeles - 2008-2009 - 2e de la vitesse par équipes à Manchester |  |

### Championnats d'Europe espoirs
| - 2001 - Médaille d'argent de la vitesse par équipes espoirs - Médaille de bronze de la vitesse espoirs - 2002 - Champion d'Europe de vitesse espoirs - Médaille d'argent de la vitesse par équipes espoirs - Médaille de bronze du keirin espoirs - 2003 - Médaille d'argent de la vitesse espoirs | - 2004 - Médaille d'argent de la vitesse par équipes espoirs - Médaille de bronze de la vitesse espoirs - 2005 - Champion d'Europe de vitesse par équipes espoirs (avec Damian Zieliński et Kamil Kuczynski) |  |

### Championnats nationaux
- Champion de Pologne de vitesse : 2002, 2003, 2008 et 2009 (2e en 2001, 2004, 2006 et 2007)
- Champion de Pologne du keirin : 2002, 2003 et 2007 (2e en 2006 et 2009, 3e en 2005)
- Champion de Pologne de vitesse par équipes : 2002, 2006, 2007 et 2009 (2e en 2001, 2003, 2005 et 2008)
- Champion de Pologne du kilomètre : 2005 et 2006 (2e en 2007)